# Эластичность спроса по цене

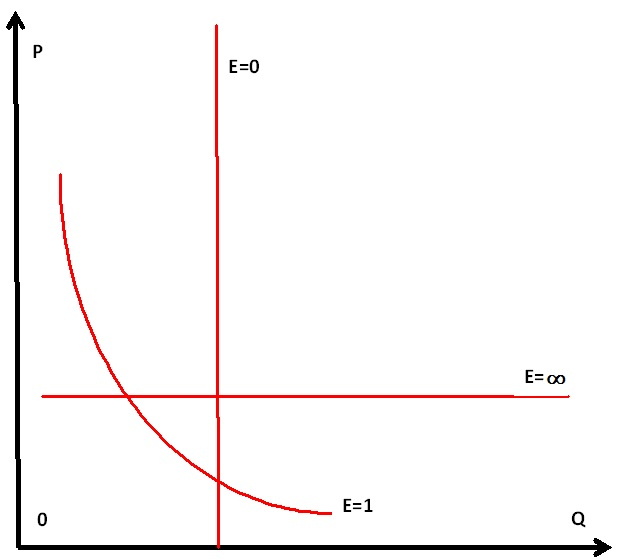
Эластичность спроса

Эластичность спроса по цене (англ. price elasticity of demand) – показатель процентного изменения спроса какого-либо товара или услуги в результате изменения цены. 

## Определение

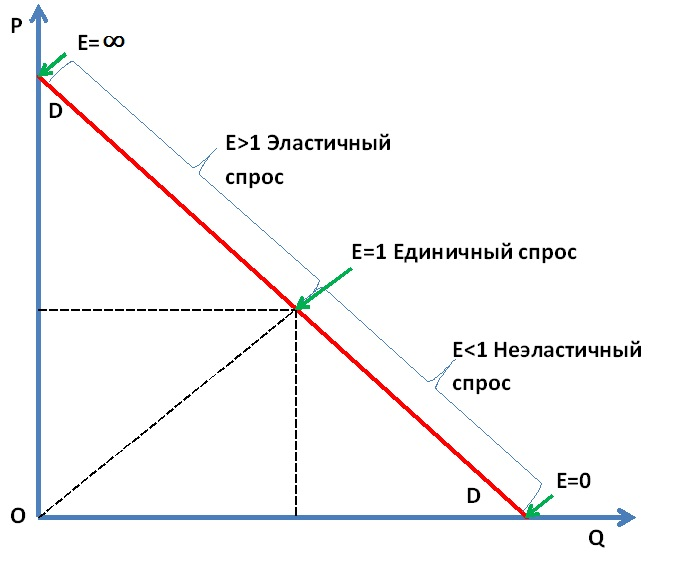
Точечная эластичность по спросу на линейной функции

Эластичность спроса по цене  – показатель степени чувствительности, процентного изменения спроса на какой-либо товар или услугу в результате изменения цены товара. 

### Точечная  эластичность спроса по цене
Показатель эластичности спроса по цене {\displaystyle E_{P}^{D}} определяется отношением относительного изменения объёма спроса на товар {\displaystyle X} к относительному изменению цен и рассчитывается как:
{\displaystyle E_{P}^{D}={\frac {\Delta Q_{X}/Q_{X}}{\Delta P/P}}={\frac {\Delta Q_{X}}{\Delta P}}{\frac {P}{Q_{X}}}},
где {\displaystyle D} - это верхний индекс спроса, {\displaystyle Q_{X}} - количество проданного товара {\displaystyle X}, {\displaystyle P} - цена товара.

### Дуговая эластичность спроса по цене

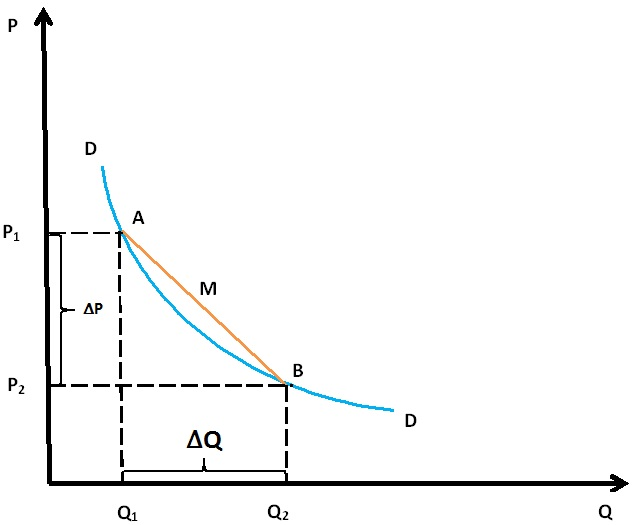
Дуговая эластичность спроса

Дуговая эластичность спроса – степень реакции спроса на изменения цены, дохода и других факторов. Показатель эластичности спроса {\displaystyle E_{P}^{D}}, определяющий эластичность в середине отрезка, соединяющие две точки, рассчитывается как:
{\displaystyle E_{P}^{D}={\frac {Q_{2}-Q_{1}}{P_{2}-P_{1}}}{\frac {(P_{1}+P_{2})/2}{(Q_{1}+Q_{2})/2}}={\frac {\Delta Q}{\Delta P}}{\frac {P_{1}+P_{2}}{Q_{1}+Q_{2}}}},
где {\displaystyle D} - это спрос, {\displaystyle Q_{1}} - исходное количество проданного товара, {\displaystyle Q_{2}} - новый объём спроса, {\displaystyle P_{1}} - исходная цена товара, {\displaystyle P_{2}} - новая цена товара, {\displaystyle \Delta Q=Q_{2}-Q_{1}}, {\displaystyle \Delta P=P_{2}-P_{1}} - изменение спроса и цены.

### Перекрёстная эластичность спроса по цене

Перекрёстная эластичность спроса

Перекрёстная эластичность спроса — показатель процентного изменения в количестве купленного товара в ответ на изменение в цене другого товара. Коэффициент перекрёстной эластичности {\displaystyle E_{XY}^{D}} рассчитывается как:
{\displaystyle E_{XY}^{D}={\frac {\Delta Q_{X}/Q_{X}}{\Delta P_{Y}/P_{Y}}}={\frac {\Delta Q_{X}}{\Delta P_{Y}}}{\frac {P_{Y}}{Q_{X}}}},
где {\displaystyle D} — это спрос, {\displaystyle Q} — количество купленного товара, {\displaystyle P} — цена товара. То есть формула перекрёстной эластичности спроса показывает степень изменения спроса на товар {\displaystyle X} в ответ на изменение цены другого товара {\displaystyle Y}.

## Значения
Коэффициент эластичности по спросу имеет следующие значения:
Равен бесконечности {\displaystyle E_{P}^{D}=\infty }, то спрос совершенно эластичен. Незначительное увеличение цены приводит к бесконечно большому сокращению спроса, а малое снижение цены приводит к бесконечно большому увеличению объёма спроса. Кривая спроса имеет горизонтальную прямую, либо является точкой пересечения прямой спроса с осью цены за товар.
Равен единице {\displaystyle E_{P}^{D}=1}, то спрос имеет единичную эластичность, то есть изменение цены на 1% приводит к изменению объёма спроса на 1%. Кривая спроса имеет форму равнобочной гиперболы, либо является точкой пересечения на прямой спроса и луча с точки начала координат.
Равен нулю {\displaystyle E_{P}^{D}=0}, то спрос совершенно неэластичен, а любые изменения цены не влияют на объём спроса. Кривая спроса имеет вертикальную прямую, либо точкой пересечения прямой спроса с осью количества товара.
Находится в интервале от ноля до единицы {\displaystyle 0<E_{P}^{D}<1}, то спрос неэластичен, то есть увеличение (снижение) цены на 1% приводит к снижению (повышению) объёма спроса менее чем на 1%. Данный интервал располагается на прямой спроса от точки пересечения прямой спроса с осью количества товара до точки пересечения луча от начала координат с прямой спроса.
Находится в интервале от единицы до бесконечности {\displaystyle 1<E_{P}^{D}<\infty }, то спрос эластичен, то есть увеличение (снижение) цены на 1% приводит к снижению (повышению) объёма спроса более чем на 1%. Данный интервал располагается от точки пересечения прямой спроса с осью цены за товар до точки пересечения луча от начала координат с прямой спроса.

## Выручка

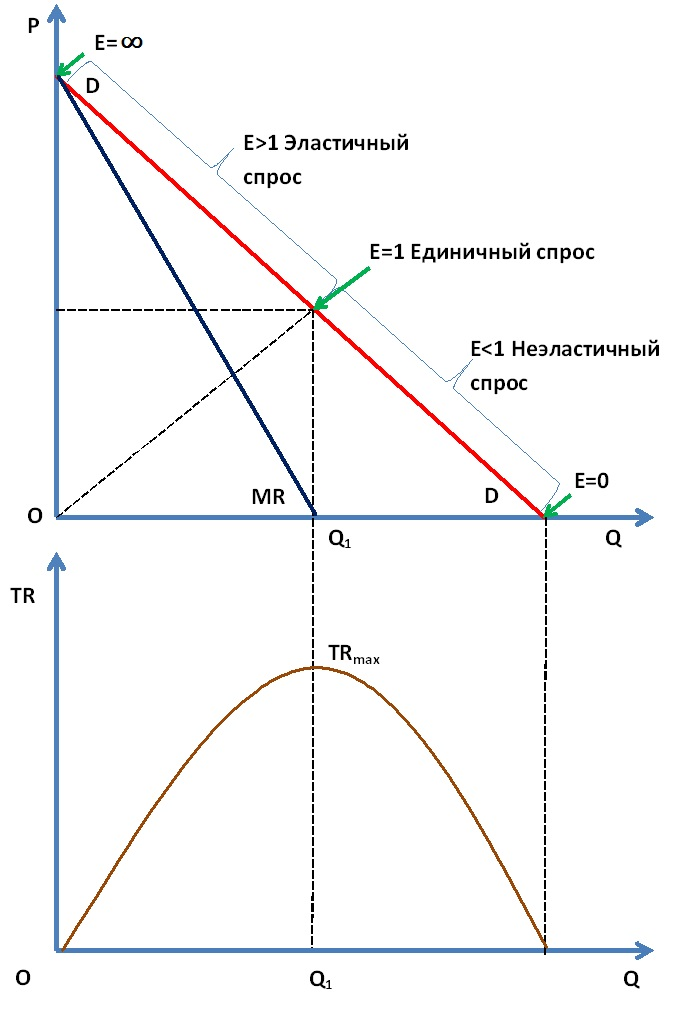
Общая выручка и эластичность

Формула предельной выручки определяется эластичностью
{\displaystyle MR=P\,\left(1+{\dfrac {1}{E^{D}}}\right)},
где {\displaystyle MR} — предельная выручка, {\displaystyle E^{D}} — эластичность спроса, {\displaystyle P} — цена.
Таким образом, если спрос эластичен, то уменьшение цены приводит к увеличению общей выручки. А если спрос неэластичен, то уменьшение цены приводит к уменьшению общей выручки. Если спрос имеет единичную эластичность, то увеличение или уменьшение цены оставит общую выручку без изменений.

## Свойства эластичности
К. Р. Макконнелл и С. Л. Брю определяют два свойства эластичности:
Эластичность спроса товара или услуги зависит от ценовых интервалов, выбранного на кривой спроса. Для большинства кривых спроса эластичность спроса выше в левом верхнем углу графика по сравнению с правым нижнем углом, так как в левом верхнем углу процентное изменение количества товара высоко, поскольку мало первоначальное количества товара, от которого ведётся отсчёт. Изменение цены в левом верхнем графике обычно невелико, так как велика первоначальная цена, по которой рассчитывается процент изменения цены. Относительно высокое процентное изменение количества продукции, делённое на относительно небольшое изменение цены, приводит к эластичному спросу. В правом нижнем углу графика процентное изменение количества товара будет невелико, так как велико первоначальное количество товара, от которого ведётся отсчёт процентного изменения. А процентное изменение цены будет большим, поскольку мала первоначальная цена, по которой рассчитывается изменение цены. Небольшое процентное изменение  количества товара, к относительно большому процентному изменению цены приводит к неэластичному спросу.
Эластичность спроса товара или услуги не зависит от наклона кривой спроса, так как кривая спроса более крута при относительно высоких ценах и более пологой при низких ценах. Наклон кривой спроса, его пологость или крутизна, определяется от абсолютных изменений цены и количества товара. А эластичность спроса определяется относительными (процентными) изменениями цены и количества.

## Факторы ценовой эластичности спроса
Факторы, определяющие эластичность спроса:
Заменяемость товара или услуги, когда степень их замещения товарами-заменителями определяет уровень эластичности спроса на данный товар или услугу. Так, например, на рынке с совершенной конкуренцией кривая спроса любого товара является совершенно эластичной. 
Удельный вес в доходе потребителя, когда доля расходов на данный товар в бюджете потребителя определяет степень эластичности спроса на него. Чем больше товар или услуга занимает долю в бюджете (например, машины, недвижимость), тем выше будет эластичность спроса на данный товар, а чем ниже стоимость товара (например, канцтовары), тем спрос менее эластичен на него. 
Предметы роскоши и предметы необходимости, когда степень необходимости товара или услуги определяет и степень эластичности спроса на них. Кривая спроса товаров первой необходимости обычно бывает неэластичной, а у предметов роскоши высокоэластичной.
Количество времени, когда время определяет степень эластичности спроса на товар или услугу. Спрос на товар или услугу более эластичен, чем больше прошло времени для принятия решения. Потребитель в связи со своей привычкой не сразу определяет сократить или увеличить потребление данного товара или услуги, но с увеличением времени с момента изменения  цены корректирует свои действия (например, находит товары-заменители).